# Stupina (okręg Konstanca)
Stupina – wieś w Rumunii, w okręgu Konstanca, w gminie Crucea. W 2011 roku liczyła 635 mieszkańców.